# Kasper Mansker

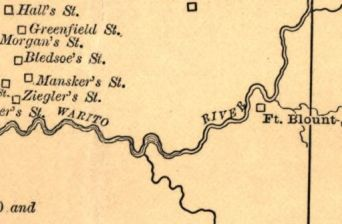
Détail montrant l'emplacement de plusieurs forts frontaliers à la fin du XVIIIe siècle dans la vallée de la rivière Cumberland

Kasper Mansker (1750-1820) est un explorateur américain.

## Biographie
Né en Allemagne, il se lance en 1769 dans une expédition cynégétique dans les régions de la Cumberland River (Tennessee et Kentucky) et, en 1771, lors d'une exploration du Mississippi, en compagnie du colonel John Montgomery, est attaqué par des Indiens qui leur volent cinq cents peaux de cerfs. 
En 1775, il explore la Red River dans les parages de la future Clarksville et, en 1779, voyage avec James Robertson pour chercher un futur lieu d'implantation coloniale, ce qui deviendra Nashville. 
Un des signataires du Cumberland Compact (en), il est assassiné par les Indiens, inquiets pour leur territoire, en 1782.